# Amtsgericht Zerbst

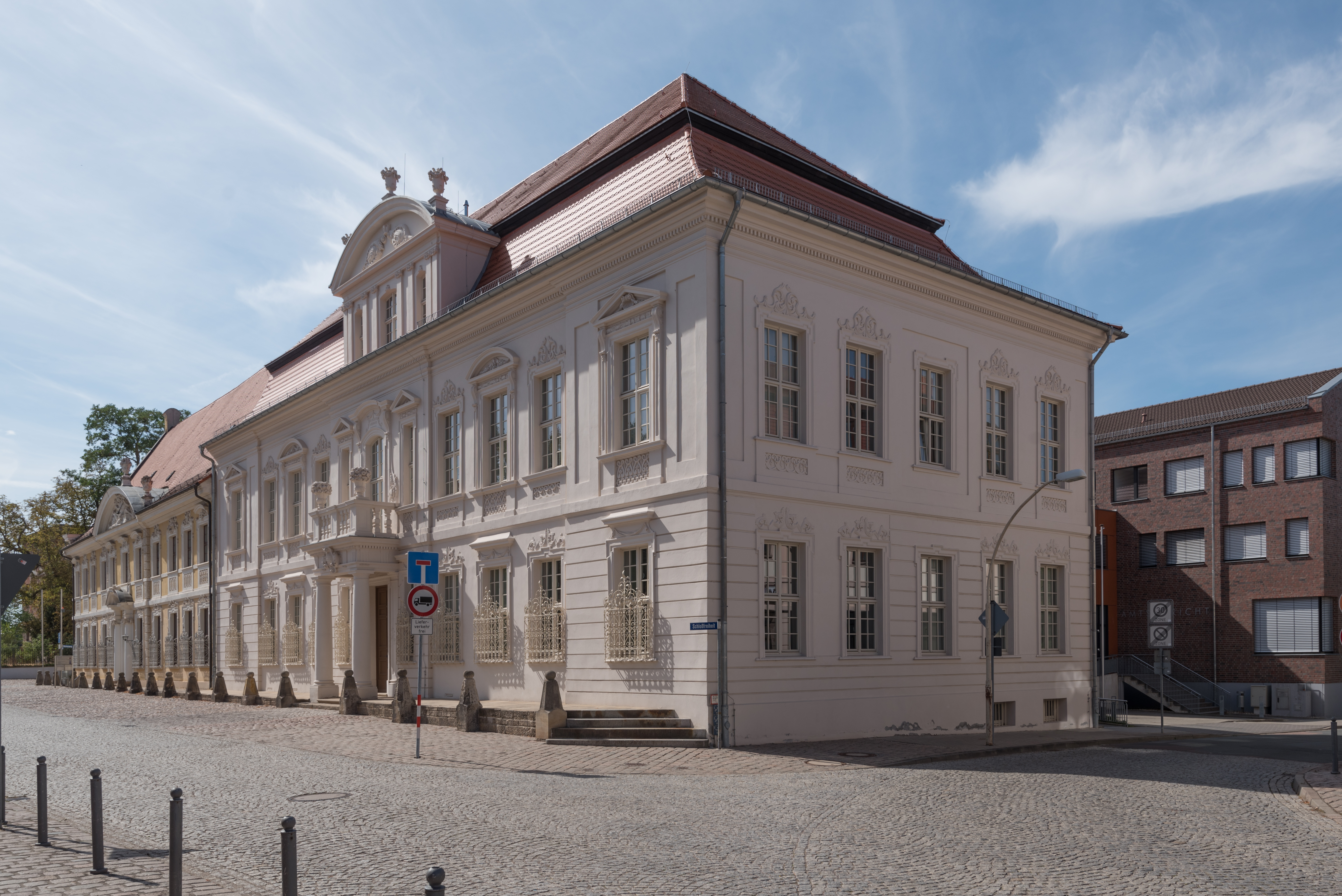
Gerichtsgebäude Schloßfreiheit 10

Das Amtsgericht Zerbst ist ein Gericht der ordentlichen Gerichtsbarkeit und eines von fünf Amtsgerichten (AG) im Bezirk des Landgerichts Dessau-Roßlau.

## Gerichtssitz und -bezirk
Sitz des Gerichts ist die Stadt Zerbst/Anhalt im Landkreis Anhalt-Bitterfeld. Der 879 km² große Gerichtsbezirk erstreckt sich auf die Städte Coswig (Anhalt),
Oranienbaum-Wörlitz und Zerbst/Anhalt. In ihm leben mehr als 43.000 Menschen. 
Für Insolvenzverfahren ist das Amtsgericht Dessau-Roßlau zuständig, das auch Zentrales Vollstreckungsgericht ist. Mahnverfahren werden vom Amtsgericht Aschersleben, dem gemeinsamen Mahngericht der Länder Sachsen-Anhalt, Sachsen und Thüringen, bearbeitet. Registergericht ist das Amtsgericht Stendal.

## Gebäude
Das Gericht ist in den Gebäuden Neue Brücke 22 und Schloßfreiheit 10 untergebracht. 

## Übergeordnete Gerichte
Dem Amtsgericht Zerbst ist das Landgericht Dessau-Roßlau übergeordnet. Zuständiges Oberlandesgericht ist das Oberlandesgericht Naumburg.